# 4e étape du Tour d'Italie 2012
La 4e étape du Tour d'Italie 2012 s'est déroulée le mercredi 9 mai 2012, autour de la ville de Vérone sur une distance de 33,2 km. C'est la première étape de cette édition du Giro se déroulant en Italie, après trois étapes au Danemark. Il s'agit du seul contre-la-montre par équipes de l'édition 2012. Il a été remporté par l'équipe américaine Garmin-Barracuda. Le Lituanien Ramūnas Navardauskas, membre de cette équipe, a pris la tête du classement général.

## Déroulement de la course
Les Garmin-Barracuda s'adjudgent ce contre-la-montre par équipes, malgré la défaillance d'Alex Rasmussen, permettant ainsi à Ramūnas Navardauskas d'endosser le maillot rose, devant trois de ses équipiers, Tyler Farrar et Robert Hunter à 10 s et Ryder Hesjedal à 11 s. L'équipe Katusha, deuxième à 5 secondes, permet à Joaquim Rodríguez d'être désormais dixième du classement général à 30 secondes. La formation Astana est troisième à 22 secondes, les neuf équipes suivantes se tiennent en douze secondes. Les différentes équipes ayant un candidat à un Top 10 au classement général telles que les Colnago-CSF Inox finissent à 1 min 12 s, les Androni Giocattoli-Venezuela à 1 min 44 s, les AG2R La Mondiale à 1 min 45 s et les Euskaltel-Euskadi à 2 min 22 s.

## Classement de l'étape
|    | Équipe                  | Pays        |    | Temps       |
| -- | ----------------------- | ----------- | -- | ----------- |
| 1  | Garmin-Barracuda        | États-Unis  | en | 37 min 04 s |
| 2  | Katusha                 | Russie      | +  | 5 s         |
| 3  | Saxo Bank               | Danemark    |    | 22 s        |
| 4  | Astana                  | Kazakhstan  |    | 22 s        |
| 5  | Omega Pharma-Quick Step | Belgique    |    | 24 s        |
| 6  | Orica-GreenEDGE         | Australie   |    | 25 s        |
| 7  | Liquigas-Cannondale     | Italie      |    | 26 s        |
| 8  | RadioShack-Nissan       | Luxembourg  |    | 28 s        |
| 9  | Sky                     | Royaume-Uni |    | 30 s        |
| 10 | BMC Racing              | États-Unis  |    | 31 s        |

## Classement général
|    | Coureur               | Pays           | Équipe           |    | Temps            |
| -- | --------------------- | -------------- | ---------------- | -- | ---------------- |
| 1  | Ramūnas Navardauskas  | Lituanie       | Garmin-Barracuda | en | 10 h 01 min 53 s |
| 2  | Tyler Farrar          | États-Unis     | Garmin-Barracuda | +  | 10 s             |
| 3  | Robert Hunter         | Afrique du Sud | Garmin-Barracuda |    | 10 s             |
| 4  | Ryder Hesjedal        | Canada         | Garmin-Barracuda |    | 11 s             |
| 5  | Taylor Phinney        | États-Unis     | BMC Racing       |    | 13 s             |
| 6  | Manuele Boaro         | Italie         | Saxo Bank        |    | 19 s             |
| 7  | Geraint Thomas        | Royaume-Uni    | Sky              |    | 21 s             |
| 8  | Sébastien Rosseler    | Belgique       | Garmin-Barracuda |    | 25 s             |
| 9  | Christian Vande Velde | États-Unis     | Garmin-Barracuda |    | 26 s             |
| 10 | Joaquim Rodríguez     | Espagne        | Katusha          |    | 30 s             |

## Classements annexes

### Classement par points
|   | Cycliste       | Pays        | Équipe           | Points |
| - | -------------- | ----------- | ---------------- | ------ |
| 1 | Matthew Goss   | Australie   | Orica-GreenEDGE  | 45     |
| 2 | Tyler Farrar   | États-Unis  | Garmin-Barracuda | 30     |
| 3 | Mark Cavendish | Royaume-Uni | Sky              | 28     |

### Classement du meilleur grimpeur
|   | Cycliste             | Pays     | Équipe                       | Points |
| - | -------------------- | -------- | ---------------------------- | ------ |
| 1 | Alfredo Balloni      | Italie   | Farnese Vini-Selle Italia    | 6      |
| 2 | Ramūnas Navardauskas | Lituanie | Garmin-Barracuda             | 2      |
| 3 | Miguel Ángel Rubiano | Colombie | Androni Giocattoli-Venezuela | 2      |

### Classement du meilleur jeune
|   | Cycliste             | Pays       | Équipe           |    | Temps            |
| - | -------------------- | ---------- | ---------------- | -- | ---------------- |
| 1 | Ramūnas Navardauskas | Lituanie   | Garmin-Barracuda | en | 10 h 01 min 53 s |
| 2 | Taylor Phinney       | États-Unis | BMC Racing       | +  | 13 s             |
| 3 | Manuele Boaro        | Italie     | Saxo Bank        |    | 19 s             |

### Classement par équipes

#### Classement au temps
|   | Équipe           | Pays       |    | Temps            |
| - | ---------------- | ---------- | -- | ---------------- |
| 1 | Garmin-Barracuda | États-Unis | en | 28 h 51 min 40 s |
| 2 | BMC Racing       | États-Unis | +  | 31 s             |
| 3 | Orica-GreenEDGE  | Australie  |    | 45 s             |

#### Classement aux points
|   | Équipe           | Pays       | Points |
| - | ---------------- | ---------- | ------ |
| 1 | Garmin-Barracuda | États-Unis | 136    |
| 2 | Orica-GreenEDGE  | Australie  | 99     |
| 3 | BMC Racing       | États-Unis | 73     |